# Alabastro (sommergibile)
L’Alabastro è stato un sommergibile della Regia Marina.

## Storia
Dopo il completamento, l'addestramento dell'equipaggio si svolse a ritmi serrati, per rendere il sommergibile rapidamente operativo.
Il 13 settembre 1942, al comando del tenente di vascello Giuseppe Bonadies, lasciò Cagliari per la sua prima missione offensiva, da svolgersi tra Algeri e Maiorca. Tuttavia non se ne ebbero mai più notizie.
Nel dopoguerra si apprese che alle 16.20 del 14 settembre, a settentrione di Bougie, un idrovolante Short Sunderland appartenente al 202º Stormo della Royal Air Force aveva attaccato un sommergibile che navigava in superficie verso ovest, affondandolo. È verosimile che si trattasse dell’Alabastro.
Scomparvero con il sommergibile il comandante T.d.V. Giuseppe Bonadies, altri 4 ufficiali e 39 fra sottufficiali e marinai.
L'equipaggio venne considerato ufficialmente disperso dopo un mese dalla scomparsa, il 13 Ottobre 1942.
L'Alabastro aveva svolto un'unica missione offensiva e 4 esplorative, per totali 1554 miglia di navigazione, tutte in superficie.

## Equipaggio dell'Alabastro
| GRADO                    | REPARTO E MANSIONE                   | COGNOME E NOME       | LUOGO DI NASCITA           | DATA DI NASCITA |
| Sottocapo                | Motorista                            | Ambrosini Dino       | La Spezia (SP)             | 26/05/1921      |
| Secondo Capo             | Motorista                            | Antoci Achille       | Palmanova (UD)             | 02/09/1916      |
| Marinaio                 | Silurista                            | Avanzini Nicola      | Parma (PR)                 | 20/04/1920      |
| Secondo Capo             | Radiotelegrafista                    | Ballerini Aldo       | Acqui Terme (AL)           | 25/02/1919      |
| Guardiamarina            | Stato Maggiore                       | Barbera Giovanni     | Portoferraio (LI)          | 05/07/1919      |
| Sottocapo                | Motorista                            | Biancu Pietro        | Siniscola (NU)             | 20/12/1919      |
| Tenente di Vascello      | Stato Maggiore - Comandante          | Bonadies Giuseppe    | Corato (BA)                | 25/10/1913      |
| Capo di 2ª Classe        | Silurista                            | Bonucelli Alberto    | Milano (MI)                | 01/01/1908      |
| Marinaio                 | Silurista                            | Capriotti Antonio    | Ripatransone (AP)          | 18/10/1917      |
| Marinaio                 | Elettricista                         | Cardona Luigi        | Nizza Monferrato (AT)      | 01/09/1921      |
| Marinaio                 | Elettricista                         | Epifani Giuseppe     | Gallipoli (LE)             | 02/11/1922      |
| Sottotenente di Vascello | Stato Maggiore                       | Esposito Nunzio      | Meta (NA)                  | 21/12/1917      |
| Marinaio                 | Marinaio                             | Fabbri Italo         | Cento (FE)                 | 10/06/1921      |
| Sergente                 | Elettricista                         | Franci Aldo          | Trequanda (SI)             | 02/02/1919      |
| Sergente                 | Radiotelegrafista                    | Gambino Sante        | Udine (UD)                 | 25/11/1919      |
| Sottocapo                | Cannoniere                           | Gavazzi Stefano      | Cologno Monzese (MI)       | 26/04/1918      |
| Secondo Capo             | Silurista                            | Guerrini Guerriero   | Cortona (AR)               | 19/10/1914      |
| Guardiamarina            | Stato Maggiore                       | Jaforte Giuseppe     | Palermo (PA)               | 03/10/1920      |
| Sottocapo                | Furiere                              | Longo Pasquale       | Melendugno (LE)            | 01/06/1919      |
| Capo di 3ª Classe        | Motorista                            | Lucioli Elvio        | Sinalunga (SI)             | 06/09/1911      |
| Marinaio                 | Silurista                            | Maggi Emilio         | Pavia (PV)                 | 24/11/1920      |
| Marinaio                 | Marinaio                             | Maione Gennaro       | Pozzuoli (NA)              | 18/06/1921      |
| Sottocapo                | Silurista                            | Marson Gagliano      | Carlino (UD)               | 08/08/1921      |
| Tenente di Vascello      | Genio Navale - Direttore di Macchina | Martinelli Renato    | Parma (PR)                 | 03/03/1917      |
| Marinaio                 | Motorista                            | Merati Stefano       | Cinisello Balsamo (MI)     | 25/12/1918      |
| Marinaio                 | Fuochista                            | Millo Sergio         | Muggia (TS)                | 26/04/1920      |
| Sergente                 | Motorista                            | Monaco Cosimo        | Brindisi (BR)              | 14/02/1917      |
| Sottocapo                | Nocchiere                            | Picchereddu Pasquale | Orosei (NU)                | 04/09/1914      |
| Marinaio                 | Elettricista                         | Piccolini Antonio    | Napoli (NA)                | 04/07/1923      |
| Marinaio                 | Marinaio                             | Pisano Donato        | Procida (NA)               | 09/03/1920      |
| Sergente                 | Segnalatore                          | Pizzutelli Clemente  | Frosinone (FR)             | 13/05/1920      |
| Sottocapo                | Motorista                            | Quintavalle Giuseppe | Rimini (RN)                | 01/10/1918      |
| Marinaio                 | Cannoniere                           | Rizzini Roberto      | Gardone Val Trompia (BS)   | 08/11/1920      |
| Sottocapo                | Motorista                            | Rosa Giuseppe        | Gimino (Croazia)           | 14/12/1921      |
| Sottocapo                | Cannoniere                           | Rutilo Michele       | Acerenza (PZ)              | 06/11/1922      |
| Sergente                 | Radiotelegrafista                    | Saglietto Pietro     | Imperia (IM)               | 04/03/1920      |
| Sottocapo                | Silurista                            | Savo Andrea          | Napoli (NA)                | 10/09/1922      |
| Sottocapo                | Radiotelegrafista                    | Schimera Vito Grazio | Tricase (LE)               | 27/04/1919      |
| Sottocapo                | Fuochista                            | Sosna Bruno          | Caldonazzo (TN)            | 19/07/1923      |
| Marinaio                 | Marinaio                             | Trevisan Luigi       | Porto Tolle (RO)           | 26/08/1918      |
| Capo 3ª Classe           | Operaio Militarizzato                | Turco Giovanni       | Castelnuovo Don Bosco (AT) | 30/12/1916      |
| Secondo Capo             | Elettricista                         | Ventura Bruno        | Parma (PR)                 | 21/05/1913      |
| Marinaio                 | Elettricista                         | Vingiano Alfiero     | La Spezia (SP)             | 09/12/1920      |
| Sergente                 | Nocchiere                            | Zuccoli Luigi        | Trieste (TS)               | 26/11/1920      |